# Чарклык (уезд)
Уезд Чарклы́к (уйг. چاقىلىق ناھىيىسى‎), или уезд Жоця́н (кит. упр. 若羌縣, пиньинь Ruòqiāng xiàn) — уезд, входит в Баян-Гол-Монгольский автономный округ Синьцзян-Уйгурского автономного района КНР. Власти уезда размещаются в посёлке Чарклык.

## География
Население сосредоточено в основном вдоль северного подножия Алтынтага. На севере полоса орошаемого земледелия и расселения ограничена пустыней Такламакан, а на юге — горами Куньлуня.
Южная часть уезда (волость Чимантаг) гористая. Высокое плато между Алтынтагом и главным хребтом Куньлуня (включающим известный Улугмузтаг) известно как Кумкёльский бассейн — бессточный бассейн, где находятся несколько солёных озёр, в том числе Аччиккёль, Аяккумкёль и Цзинъю. Эти озёра одни из немногих заметных водоемов в этой крайне засушливой зоне, территория вокруг них официально охраняется как заповедник Алтунь-Шань.

### Реки
- Миран (Джахан)
- Чарклык

### Климат
Климат пустынный. Зима холодная, с максимумом в январе ниже нуля, хотя температура быстро повышается в феврале. Лето очень жаркое, с максимумом, как правило, выше +35 °C.
- Среднегодовая температура — +11,7 °C
- Средняя температура января — −7,4 °C
- Средняя температура июля — +27,5 °C
- Среднегодовая влажность — 29 мм.
- Среднегодовое количество часов солнечного сияния — 3100 ч.

## История
В I в. до н. э. — I в. н. э. на территории уезда располагалось государство Чарклык. Древнее население составляли племена жо (婼) и цянов (羌), вероятно, тибетоязычные кочевники. Также там осели некоторые юэчжи после их разгрома хуннами. Со времён Хань У-ди жокяны стали вассалами империи Хань. Правитель: ранга го-ван с титулом цюйхулай-ван (去胡來王). Население: 450 семей, 1750 человек, из них 500 человек воинов. На западе граничен с Цюэмо (Черчен). Жители — кочевники, хлеб покупают в Черчени и Лоулане. Добывают железо и делают оружие: луки и стрелы, копья, кривые и прямые мечи (дао и цзянь), латы.
В 1903 году в этих местах был образован уезд Жоцян (婼羌县). В 1935 году уйгурское население подняло восстание против контролировавших регион дунган. Силами 36-й дивизии НРА под командованием Ма Хушаня восстание было жестоко подавлено. Более ста уйгуров было казнено, а семьи лидеров повстанцев взяты в заложники.
12 апреля 1950 года был создан Специальный район Яньци (焉耆专区), в состав которого вошёл уезд Жоцян. 23 июня 1954 года он был расформирован, и уезд перешёл в подчинение Специального района Корла (库尔勒专区). В 1959 году китайское написание названия уезда было изменено с 婼羌 на 若羌. В декабре 1960 года Специальный район Корла был расформирован, и уезд вошёл в состав Баян-Гол-Монгольского автономного округа.

## Население
Согласно переписи населения 2005 года, в уезде проживает 31877 чел.

### Национальный состав (2005)
| Народ   | Численность | Доля   |
| ------- | ----------- | ------ |
| Китайцы | 18957       | 59,5 % |
| Уйгуры  | 11761       | 36,9 % |
| Прочие  | 1159        | 3,6 %  |

## Административное деление
Уезд делится на 4 посёлка и 4 волости.

## Экономика
Ведётся строительство крупнейшей в Синьцзяне гидроаккумулирующей электростанции «Чарклык», а также ветряных и солнечных электростанций. Уезд является транзитным узлом, откуда электроэнергия поступает в Сычуань и Чунцин.  

## Транспорт
- Годао 218
- Годао 315